# Януш Тишкевич
Януш Тишкевич власного герба (1590–1649, Ужендув) — магнат, меценат, державний та політичний діяч Речі Посполитої.

## Біографія
Син дідича Ходорова початку 17 ст. графа Федора (Фредерика) Тишкевича-Логойського, та його дружини княжни Софії Заславської, доньки воєводи волинського, онук Єжи з Котовни. Мав двох братів — Самуїла та Ієроніма, які загинули у війні з Московією та двох сестер Кристину та Барбару.
Комісар Речі Посполитої для укладення домовленостей: з козаками у 1623 та 1625 (Куруківський договір) роках, з московитами у 1632.
1627 р. заснував в м. Бердичів монастир «босих кармелітів» і подарував йому чудотворний образ Божої матері, який здавна зберігався в будинку його предків. У грамоті на заснування монастиря, на спорудження при ньому кляштору Бердичів вперше називається містечком. 1630 р. дарував замок католицькому ордену «босих кармелітів» під розташування кляштора та в основу монастирського господарства.
1630 року при ньому було зруйновано православну церкву Київського замку для будівництва костелу. 1633 року разом з гетьманом польним коронним Марціном Казановським надали кошти для робіт з будівництва костелу Внебовзяття Пресвятої Діви Марії та монастиря в Теребовлі.
1636 році здійснив напад на маєтності тещі. Потім вона подала позов до Галицького земського суду на зятя стосовно нищення ним міст Язлівець, Городок, Заліщики, Чернелиця (також місцевого замку).
1643 року за 18 км від Бердичева у Богданівському лісі була ставка Богдана Хмельницького (донині ліс називається Богданівським). У червні 1648 р. війська під керівництвом соратника Богдана Хмельницького Максима Кривоноса, які направлялись на Зборів, завдали цілий ряд ударів військам під проводом Яреми Вишневецького (серед них були тисячі солдатів Януша Тишкевича з Бердичівського гарнізону), звільнили ряд населених пунктів Житомирщини: Бердичів, Бистрик, П'ятку, Чуднів та інші.
За даними козацьких літописів, 1648 року утискав православних у Києві, сприяв діяльності монахів-домініканців, бернардинців, єзуїтів у місті.
Надав кошти:
- для виготовлення позолоти св. Хреста Господнього (розп'яття) костелу в Любліні, для цього також було збудовано каплицю
- для відновлення, зміцнення будівель, фортифікування Сокальського монастиря бернардинів.
- монастир о.о. Бернардинів у Махнівці.
- для Київського колегіуму — 30000 злотих, забезпечених на маєтках в Ходорові, Бжищові; також для ордену домініканців
- для відновлення будівлі костелу в Житомирі
- для монастиря домініканців у Мурафі
- сприяв поселенню, проведенню діяльності домініканців у Вінниці
- для дівчат зі збіднілих шляхетських родин[3].

Посади: воєвода та генеральний староста київського краю (близько 1630 р.), староста житомирський, снятинський.
Учасник битв Хмельниччини, зокрема, під Костянтиновом (Росолівцями), під Пилявцями (розпочав бій). Помер в Ужендуві під час повернення з коронаційного сейму. Король та пани взнали про смерть воєводи 26 лютого.

## Сім'я
Одружений з дочкою Ядвіґи на Бучачі Белжецької — внучкою Єжи Язловецького. Мав майновий конфлікт з тещею.